# Mexican Hat
Mexican Hat és una concentració de població designada pel cens dels Estats Units a l'estat de Utah. Segons el cens del 2000 tenia 88 habitants.

## Demografia
Segons el cens del 2000, Mexican Hat tenia 88 habitants, 29 habitatges, i 22 famílies. La densitat de població era de 4,1 habitants per km².
Dels 29 habitatges en un 48,3% hi vivien nens de menys de 18 anys, en un 51,7% hi vivien parelles casades, en un 27,6% dones solteres, i en un 20,7% no eren unitats familiars. En el 20,7% dels habitatges hi vivien persones soles el 10,3% de les quals corresponia a persones de 65 anys o més que vivien soles. El nombre mitjà de persones vivint en cada habitatge era de 3,03 i el nombre mitjà de persones que vivien en cada família era de 3,43.
Per edats la població es repartia de la següent manera: un 31,8% tenia menys de 18 anys, un 19,3% entre 18 i 24, un 19,3% entre 25 i 44, un 25% de 45 a 60 i un 4,5% 65 anys o més.
L'edat mediana era de 24 anys. Per cada 100 dones de 18 o més anys hi havia 76,5 homes.
La renda mediana per habitatge era de 57.656 $ i la renda mediana per família de 58.750 $. Els homes tenien una renda mediana de 41.250 $ mentre que les dones 18.750 $. La renda per capita de la població era de 14.973 $. Cap de les famílies i el 6,5% de la població estaven per davall del llindar de pobresa.

## Poblacions més properes
El següent diagrama mostra les poblacions més properes.